# Triphleba brevipennis
Triphleba brevipennis är en tvåvingeart som beskrevs av Ronald Henry Lambert Disney 2002. Triphleba brevipennis ingår i släktet Triphleba och familjen puckelflugor. Inga underarter finns listade i Catalogue of Life.